# Sangay Choden Wangchuck
Sangay Choden (dzongkha: སངས་རྒྱས་ཆོས་ལྡན; Punakha, 11 maggio 1963) è stata regina consorte del Bhutan dal 1979 al 2006, come quarta moglie del re Jigme Singye.

## Biografia

### Istruzione e matrimonio
Ashi Sangay Choden Wangchuck è figlia di Yab Dasho Ugyen Dorji (1925–2019) e di Yum Thuiji Zam (nata nel 1932).  
Studiò al convento di San Giuseppe a Kalimpong e alla St. Helen's School di Kurseong.
Nel 1979, assieme alle sue tre sorelle Dorji Wangmo, Tshering Pem e Tshering Yandon, ha sposato in una cerimonia privata Jigme Singye Wangchuck, il quarto re del Bhutan. Il matrimonio pubblico è stato tenuto il 31 ottobre 1988. Tutte e quattro le sorelle hanno acquisito il titolo di regina.
È la sorella di Lyonpo Sangay Ngedup.

### Impegno umanitario
La regina Sangay Choden Wangchuck si è spesso dedicata alla promozione delle arti e di cause sociali del proprio paese, in particolare riguardo ai temi della salute, dell'istruzione e della famiglia. Nel 1999 è stata nominata Goodwill Ambassador dal Fondo delle Nazioni Unite per la popolazione (UNFPA).
Nel 2001 ha patrocinato la fondazione del Museo nazionale del tessuto a Thimphu.
Presidente della Royal Textile Academy of Bhutan (RTAB).
Fondatrice e Presidente di RENEW (Rispettare, educare, nutrire e responsabilizzare le donne) dal 2004.
Presidente del Gyalyum (Regina Madre) Charitable Trust.
Nel 10 decembre 2020 è stata insignita del United Nations Population Award (Categoria Individuale).

## Discendenza
Da re Jigme Singye Wangchuck ha avuto due figli:
- Principe Dasho Khamsum Singye (1985);
- Principessa Ashi Euphelma Choden (1993).

## Ascendenza
|                       |   |                                 | Genitori                        |  |  | Nonni |  |  | Bisnonni         |  |  | Trisnonni     |  |
|                       |   |                                 |                                 |  |  |       |  |  | Kuenga Gyeltshen |  |  | Nob Gyeltshen |  |
|                       |   |                                 |                                 |  |  |       |  |  | Kuenga Gyeltshen |  |  | Nob Gyeltshen |  |
|                       |   | Phenkhem                        |                                 |  |  |       |  |  | Kuenga Gyeltshen |  |  |               |  |
| Sangay Tenzin         |   |                                 |                                 |  |  |       |  |  | Kuenga Gyeltshen |  |  |               |  |
|                       |   | Ngodrup Pem                     | …                               |  |  |       |  |  |                  |  |  |               |  |
|                       |   | Ngodrup Pem                     | …                               |  |  |       |  |  |                  |  |  |               |  |
|                       |   | Ngodrup Pem                     | …                               |  |  |       |  |  |                  |  |  |               |  |
| Yab Dasho Ugyen Dorji |   | Ngodrup Pem                     |                                 |  |  |       |  |  |                  |  |  |               |  |
|                       |   | Gyeltshen Dorji, V Sersang Lama | Soenam Drubyel, IV Sersang Lama |  |  |       |  |  |                  |  |  |               |  |
|                       |   | Gyeltshen Dorji, V Sersang Lama | Soenam Drubyel, IV Sersang Lama |  |  |       |  |  |                  |  |  |               |  |
|                       |   | Gyeltshen Dorji, V Sersang Lama | Sangay Droelma                  |  |  |       |  |  |                  |  |  |               |  |
| Dorji Om              |   | Gyeltshen Dorji, V Sersang Lama |                                 |  |  |       |  |  |                  |  |  |               |  |
|                       |   | Abi Yum Yangchen Droelma        | Yonten Phuntsho                 |  |  |       |  |  |                  |  |  |               |  |
|                       |   | Abi Yum Yangchen Droelma        | Yonten Phuntsho                 |  |  |       |  |  |                  |  |  |               |  |
|                       |   | Abi Yum Yangchen Droelma        | …                               |  |  |       |  |  |                  |  |  |               |  |
| Sangay Choden         |   | Abi Yum Yangchen Droelma        |                                 |  |  |       |  |  |                  |  |  |               |  |
|                       | … | …                               |                                 |  |  |       |  |  |                  |  |  |               |  |
|                       | … | …                               |                                 |  |  |       |  |  |                  |  |  |               |  |
|                       | … | …                               |                                 |  |  |       |  |  |                  |  |  |               |  |
| Lopen Duba            | … |                                 |                                 |  |  |       |  |  |                  |  |  |               |  |
|                       |   | …                               | …                               |  |  |       |  |  |                  |  |  |               |  |
|                       |   | …                               | …                               |  |  |       |  |  |                  |  |  |               |  |
|                       |   | …                               | …                               |  |  |       |  |  |                  |  |  |               |  |
| Yum Thuji Zam         |   | …                               |                                 |  |  |       |  |  |                  |  |  |               |  |
|                       |   | …                               | …                               |  |  |       |  |  |                  |  |  |               |  |
|                       |   | …                               | …                               |  |  |       |  |  |                  |  |  |               |  |
|                       |   | …                               | …                               |  |  |       |  |  |                  |  |  |               |  |
| Ugay Dem              |   | …                               |                                 |  |  |       |  |  |                  |  |  |               |  |
|                       |   | …                               | …                               |  |  |       |  |  |                  |  |  |               |  |
|                       |   | …                               | …                               |  |  |       |  |  |                  |  |  |               |  |
|                       |   | …                               | …                               |  |  |       |  |  |                  |  |  |               |  |
|                       |   | …                               |                                 |  |  |       |  |  |                  |  |  |               |  |